# Ilene Chaiken
Ilene Chaiken (30 juni 1957) is een Amerikaans scenarioschrijver en uitvoerend producent voor film en televisie. Vooral het succes van de door haar bedachte, geschreven en geproduceerde televisieserie The L Word (2004-2009) heeft bijgedragen aan haar bekendheid.
Voor The L Word schreef ze de scenario’s van de films Barb Wire (1996), Dirty Pictures (2000) en Damaged Care (2002). Daarnaast was ze als producent betrokken bij de televisieserie The Fresh Prince of Bel-Air (1990-1996) en de film Satisfaction (Girls of Summer) (1988).
In 2008 kreeg Chaiken een GLAAD Media Award voor haar bijdrage als openlijk homoseksuele professional aan de strijd voor gelijke rechten voor de homogemeenschap in Amerika.
Chaiken heeft een relatie met de Britse architecte Miggi Hood, met wie ze twee kinderen heeft.